# Crusaders FC
Crusaders FC este un club de fotbal din Belfast, Irlanda de Nord.

## Palmares
- Irish League: 4
  - 1972/73, 1975/76, 1994/95, 1996/97
- Cupa Irlandei: 5
  - 1966/67, 1967/68, 2008/09, 2018/19, 2021/22
- Irish League Cup: 1
  - 1996/97
- Gold Cup: 2
  - 1985/86, 1995/96
- Ulster Cup: 3
  - 1953/54, 1963/64, 1993/94
- Carlsberg Cup: 1
  - 1973/74
- County Antrim Shield: 6
  - 1959/60, 1964/65, 1968/69, 1973/74, 1991/92, 2009/10
- Stena Line Trophy: 1
  - 1996/97
- IFA Intermediate League: 1
  - 2005/06
- Irish League B Division Section 2: 1
  - 1996/97†
- Irish Intermediate Cup: 3
  - 1926/27, 1938/39, 1939/40
- IFA Intermediate League Cup: 1
  - 2005/06
- Steel & Sons Cup: 8
  - 1922/23, 1926/27, 1928/29, 1930/31, 1933/34, 1936/37, 1947/48, 2005/06
- George Wilson Cup: 2
  - 1952/53†, 2006/07†
- Irish Intermediate League: 9
  - 1922/23, 1925/26, 1926/27, 1928/29, 1930/31, 1932/33, 1937/38, 1938/39, 1948/49
- McElroy Cup Winners: 3
  - 1929/30, 1931/32, 1947/48
- Irish Football Alliance: 3
  - 1915/16, 1916/17, 1917/18
- Clement Lyttle Trophy: 3
  - 1915/16, 1917/18, 1924/25
- Empire Cup: 1
  - 1905/06
- Polland Cup Winners: 1
  - 1903/04

## Jucători importanți
| - Stephen Baxter - Liam Beckett - Sid Burrows - Aaron Callaghan - Albert Campbell - Alan Dornan - Glenn Dunlop - Tommy Finney - Jackie Fullerton - Jimmy Gardiner - Barry Hunter - Glenn Hunter | - Kirk Hunter - Paul Kirk - Gareth McAuley - Walter McFarland - Kevin McKeown - Curry Mulholland - Martin Murray - Norman Pavis - Derek Spence - Jeff Spiers - Jackie Vernon - Roy Walker |